# Prognathodes brasiliensis
Prognathodes brasiliensis là một loài cá biển thuộc chi Prognathodes trong họ Cá bướm. Loài này được mô tả lần đầu tiên vào năm 2001.

## Từ nguyên
Từ định danh brasiliensis được đặt theo tên gọi của Brasil, nơi mà mẫu định danh của loài cá này được thu thập (hậu tố ensis biểu thị nơi chốn).

## Phạm vi phân bố và môi trường sống
P. brasiliensis mới chỉ được biết đến tại Brasil, từ cửa sông Amazon trải dài về phía nam đến bang São Paulo, bao gồm đảo Trindade xa bờ. Chúng sống trên rạn viền bờ ở vùng nước sâu, được tìm thấy ở độ sâu khoảng từ 20 đến ít nhất là 75 m.

## Mô tả
Chiều dài của P. brasiliensis được thu thập ở đảo Trindade có chiều dài đo được là 9 cm.
Cơ thể màu xám bạc với một vệt đen từ phía trước vây lưng, băng qua mắt và chéo xuống mõm. Vây bụng, vây lưng và vây hậu môn có màu vàng; vây lưng có thêm một đường viền cam gần rìa và một vệt cam ở gốc vây ngực. Vây đuôi trong mờ, màu xám nhạt.

## Sinh thái học
Thức ăn của P. brasiliensis chủ yếu là các loài thủy sinh không xương sống nhỏ.